# Habitatge al carrer Argentona, 7 (Mataró)
L'Habitatge al carrer Argentona, 7 és una obra historicista de Mataró (Maresme) protegida com a Bé Cultural d'Interès Local.

## Descripció
Casa cantonera de planta baixa i dos pisos que fa conjunt amb la del costat (número 5). Presenta un balcó central al primer pis i dos balcons separats a la segona planta tots ells aguantats per mènsules. L'edifici està rematat per una cornisa sostinguda per cartel·les i amb acroteri horitzontal a la part superior.

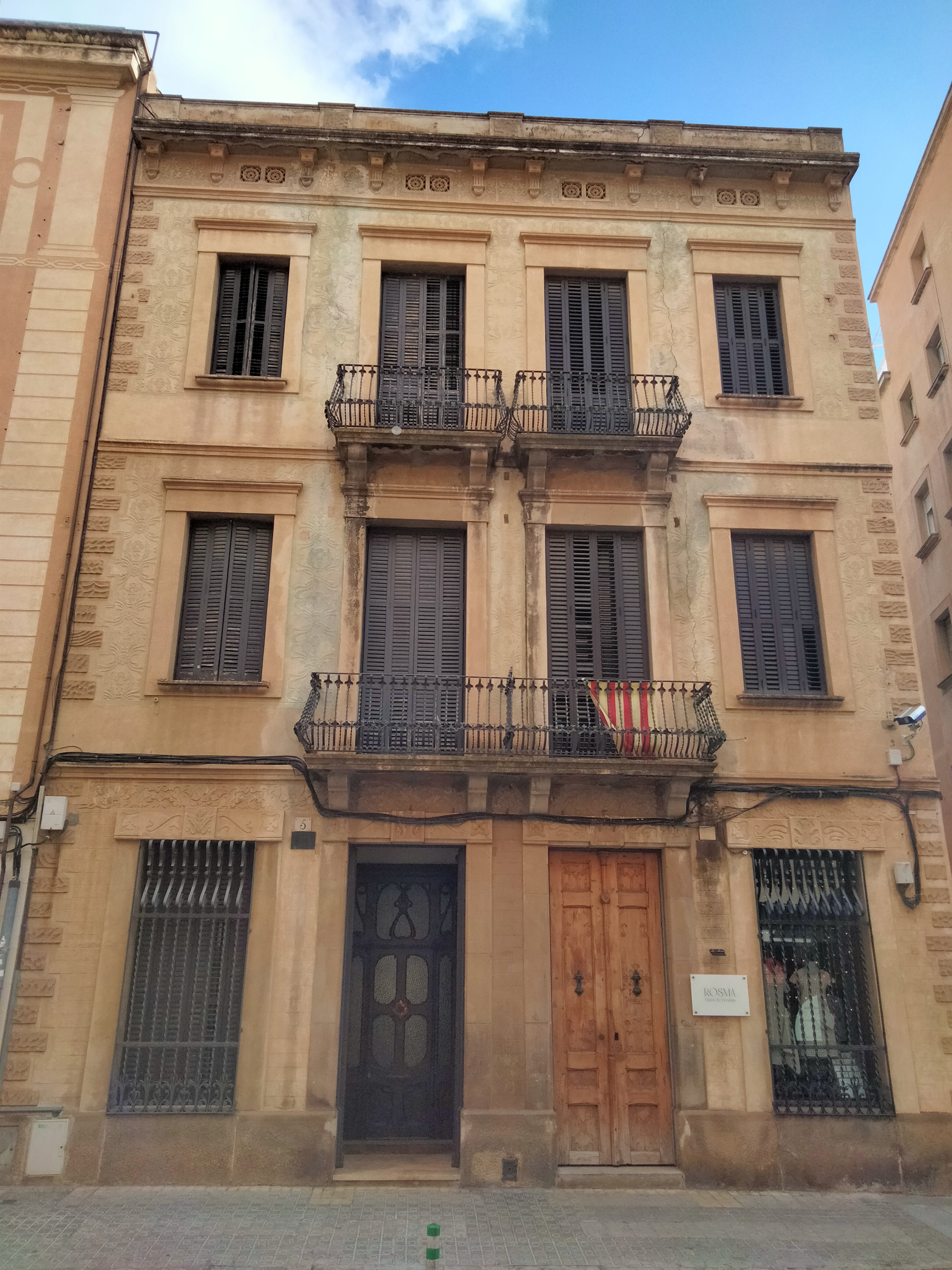
Cases bessones del carrer d'Argentona, 5-7

La façana, estucada, presenta un esgrafiat amb motius florals a les llindes i fris superior de les obertures de la planta baixa i superfície del primer pis. Petites cornises marquen les llindes de les obertures i els sostres de les plantes superiors. Als extrems de la façana hi ha un estucat a carreus picat.